# Gulyás József (újságíró)
Gulyás József (Debrecen, 1881. február 19. – Gyula, 1924. március 8.) újságíró, költő.

## Életútja
Gulyás József és Markó Julianna fiaként született. A debreceni református kollégiumban, majd a budapesti egyetemen tanult filozopterként. Mint egyetemi hallgató szerkesztette az Egyetemi Lapokat. Egy darabig munkatársa volt a Budapesti Hírlapnak, majd 1907-től díjnok a Múzeumok és Könyvtárak Országos Tanácsában. 1908. szeptember 20. és 1909. március 27. között Gyulán szerkesztette a Békésmegyei Közlönyt. 1920-22-ben a Magyar Nép szerkesztője volt Budapesten, majd Békéscsabán a Békésmegyei Közlöny belső munkatársa lett. Néhány héttel halála előtt a budai dalárda tiszteletére adott bankettet követően kétszer is elesett, s elvesztette beszédképességét. A csabai orvosok elmezavart állapítottak meg nála és a gyulai kórház elmeosztályára szállították, ahol súlyos tüdővérzést kapott. A gyulai temetőben helyezék örök nyugalomra, néhány csabai barátja kísérte utolsó útjára.

## Művei
- Mementó. H.n, é.n.
- Vitézi énekek. Gyula, 1917.
- Magyar feltámadás. H.n, é.n.